# Meoneura vagans
Meoneura vagans is een vliegensoort uit de familie van de Carnidae. De wetenschappelijke naam van de soort is voor het eerst geldig gepubliceerd in 1823 door Fallen.